# Droit soviétique
 (août 2018).
Si vous disposez d'ouvrages ou d'articles de référence ou si vous connaissez des sites web de qualité traitant du thème abordé ici, merci de compléter l'article en donnant les références utiles à sa vérifiabilité et en les liant à la section « Notes et références ».
Le droit soviétique est le système juridique qui s'est instauré dans l'Union des républiques socialistes soviétiques (URSS) à partir de la constitution de 1918. Fondé sur le marxisme-léninisme, il repose sur la primauté du Parti communiste et l’idée que le droit doit servir les objectifs de l’État socialiste. Il rejette la séparation des pouvoirs et subordonne le pouvoir judiciaire aux décisions politiques. 
Plusieurs constitutions soviétiques (celles de 1918, 1924, 1936 et 1977) définissent l’organisation du pouvoir et les droits des citoyens, bien que leur application soit largement contrôlée par le parti. Le système judiciaire comprend des cours populaires, des cours suprêmes et des tribunaux spéciaux, souvent influencés par des impératifs politiques. Le droit soviétique évolue avec le temps, passant d’une période de radicalité initiale à des réformes sous Staline, Khrouchtchev et Brejnev. Avec la perestroïka, il amorce une transition vers un droit plus proche des normes internationales, avant d’être remplacé après la dislocation de l’URSS en 1991.

## Histoire

### Le droit impérial
Au soir de la Révolution d'Octobre, le nouveau régime bolchévique abroge tout le droit tsariste antérieur, qui, malgré les réformes d'Alexandre II dans les années suivant la défaite durant la guerre de Crimée, n'avait que peu à voir avec l'« État de droit » (indifférence à l'égard du principe d'égalité devant la loi, etc.). Outre l'abolition du servage, prononcée par oukase du 19 février 1861, le tsar initie cependant une réforme des institutions (création des zemstvos, assemblées provinciales, et des doumas en ville) ainsi qu'une réforme de la justice, déliant celle-ci de l'administration. Celle-ci est caractérisée par l'inamovibilité des juges, le caractère public et contradictoire des débats, la présence d'avocats et l'institution de jurys. Des juridictions d'appel sont instituées (Cour d'appel et Sénat pour la cassation). En revanche, la procédure administrative d'internement et de déportation en Sibérie est maintenue. De grands procès politiques ont lieu pendant cette période, notamment le procès des 193 à Saint-Pétersbourg en 1877, alors que la contestation contre l'arbitraire tsariste grandit (vague nihiliste).
Après l'assassinat d'Alexandre II, en 1881, par des activistes de Narodnaïa Volia, le nouvel empereur Alexandre III restreint de façon importante les libertés, accordant des pouvoirs de police étendus à l'administration (y compris en matière de presse) tandis qu'un règlement provisoire, qui est renouvelé tous les trois ans jusqu'à la chute du régime, autorise la suspension par décret de toutes les libertés et la possibilité de déporter tout procès vers les tribunaux militaires. Dans le même temps, l'autonomie des zemstvos et des doumas est limitée de telle façon qu'elles perdent une grande part de leur substance.
Son successeur, Nicolas II, accorde en 1906 des « Lois fondamentales », terme choisi pour éviter celui, honni, de Constitution. L'empereur conserve le titre d'autocrate (article 4) et garde le contrôle de l'exécutif. Les ministres ne sont pas responsables devant la Douma et relèvent uniquement du souverain. L'empereur est le chef des forces armées, dirige la politique étrangère (et notamment détient le droit de déclarer la guerre et de faire la paix) et convoque les sessions annuelles de la Douma (article 9).
Le pouvoir législatif de la Douma est officiellement restreint : elle n'a pas l'initiative des lois et les lois qu'elle a acceptées passent ensuite devant l'ancien Conseil d'État transformé en Conseil d'Empire et qui tient lieu de chambre haute (article 44). Le gouvernement a la possibilité de légiférer par oukases dans l'intervalle des sessions, à charge de les faire ratifier ensuite par la Douma. Après la vague d'attentats organisée par le Parti socialiste révolutionnaire, qui assassine le Premier ministre Viatcheslav Plehve en 1904, ses successeurs, Sviatopolk-Mirski, Boulyguine puis Stolypine (qui restera en place jusqu'à son assassinat en 1911 par Dmitri Bogrov, un membre de… l'Okhrana, la police secrète) durcissent à nouveau le régime, initiant une vague de procès devant des cours martiales ambulantes, sans avocat ni procédure d'appel, les officiers-magistrats n'étant pas formés. Cette justice expéditive et arbitraire, qui fonctionne jusqu'au printemps 1907, prononce des milliers de condamnations à mort (la « cravate de Stolypine ») ou aux travaux forcés (le « wagon de Stolypine »). Au temps de Stolypine, la Sibérie gagne trois millions d’habitants, dont des condamnés politiques.

### La Révolution bolchévique et les quatre Constitutions
Lorsque le Parti bolchévique accède donc au pouvoir, le régime juridique impérial, honni pour son arbitraire, est abrogé. Une nouvelle Constitution est promulguée dès 1918. Elle sera suivie de trois autres Constitutions - celle de 1923, qui institue l'URSS, celle de 1936, dite « la plus démocratique du monde » notamment parce qu'elle inclut, outre les libertés politiques de base, les droits sociaux (elle fut vigoureusement critiquée par Trostki dans La Révolution trahie), et enfin celle de 1977, dont le préambule déclare « les buts de la dictature du prolétariat ayant été atteints, l’État soviétique est devenu l’état du peuple tout entier. » Bien entendu, le contrôle de constitutionnalité n'existe pas, la Constitution accordant de toute façon un rôle important au Parti communiste de l'Union soviétique (PCUS).
Les importantes étapes de l'histoire de l'URSS (communisme de guerre, nouvelle politique économique, collectivisation et lutte contre les koulaks sous le stalinisme, puis dégel après le XXe congrès du PCUS, jusqu'à la glasnost et perestroïka sous Gorbatchev) sont accompagnés d'une série de changements législatifs et réglementaires.
Hors des infractions politiques, régies par des procédures d'exception et punies soit par le goulag, soit par la peine de mort (voir l'art. 58 du Code pénal, introduit en 1927, et la loi du 8 juin 1934 sur la trahison de la patrie, introduisant notamment le concept de « responsabilité collective »), les infractions de droit commun demeureraient régies par un droit pénal similaire à celui des pays d'Europe de l'Ouest, tandis qu'un droit civil semblable, dans ses principes généraux, au droit français ou allemand existait. Un nouveau Code pénal fut promulgué après la Révolution, puis un autre en 1960, et sera abrogé avec le nouveau Code de 1997.

## Justice

### Procédure pénale
La procédure pénale, par exemple, était divisée entre une phase d'instruction et la phase du procès proprement dite. L'assistance juridique, c'est-à-dire la présence d'un avocat, n'était au départ permise que pendant le procès ; elle fut ensuite étendue à la dernière phase de l'instruction, après mise en examen du prévenu. Ces procédures, somme toute peu différentes de bien d'autres systèmes juridiques, étaient néanmoins rendues très dures du fait d'une période de détention préventive pouvant être très longue: dix jours de garde à vue avant la mise en examen, et, en cas d'accord du procureur général (en), la détention préventive pouvait s'étendre jusqu'à neuf mois lors de la phase d'instruction. Ces délais sont très nettement supérieurs à ceux prévus, dans le cadre d'infractions politiques, par la législation anti-terroriste de la plupart des pays, à l'exception des cas-limites ne prévoyant aucun terme assignable (Guantanamo).
Le tribunal lui-même, dit « Cour du peuple », était présidé par un magistrat professionnel, accompagné de deux assesseurs, choisis dans la population pour un mandat de deux ans et demi. Il connaissait tant des infractions pénales que d'infractions civiles, ainsi que de certaines infractions administratives. En cas d'appel, une cour composée de trois magistrats professionnels examinait la requête.
Par ailleurs, les infractions mineures pouvaient être jugées par un « Tribunal de camarades », compétent pour délivrer des amendes allant jusqu'à 50 roubles.

### Cour suprêmes et « purges »
Il existait une Cour suprême, qui incluait, entre autres, une Chambre militaire (en), créée en 1924,. Celle-ci était compétente pour toute infraction commise par un membre de l'Armée rouge et fonctionnait comme cour de dernière instance pour les juridictions militaires. Après l'ajout de l'art. 58 du Code pénal, en 1927, il fut chargé de l'examen des infractions dites « contre-révolutionnaires ». Présidé par Vassili Oulrikh de 1926 à 1948, c'est lui qui mènera une grande partie des grands procès staliniens lors des Grandes Purges initiées par Staline, et qui débutent formellement par la directive prikaz 00447 du 5 août 1937, qui ordonne de réprimer les « éléments antisoviétiques et socialement dangereux ». Quelques jours avant, l'ordre n°00447 du NKVD, multiplia à tous les échelons administratifs la présence de troïkas du NKVD, des juridictions d'exception chargé de la lutte contre les « éléments antisoviétiques ». La première troïka, dirigée par Dzerjinski, Yakov Peters (en) et Aleksandrovich, avait été instituée en 1918. En raison du mécanisme même des purges staliniennes, la plupart de ces procès ne furent cependant pas organisés sous l'égide des tribunaux du NKVD, mais plutôt par la Cour suprême, leur rendant un caractère public et spectaculaire destiné à frapper les consciences.

## Perspectives occidentales sur le droit soviétique
Le droit soviétique était différent des cultures juridiques occidentales, ce qui a provoqué des dénonciations comme quoi ce n'était pas vraiment du droit. Pourtant, l'URSS disposait bien d'un système juridique, organisant les institutions politiques (droit public) et les rapports inter-personnels (droit privé). Selon Philippe de Lara, le droit soviétique se comprend principalement comme « un droit d'un ordre nouveau ».
L'arbitraire de la police, et notamment de la police politique (Tchéka, KGB, etc.), fonde l'argumentation de ceux prétendant qu'il n'y avait pas de droit soviétique, dans la mesure où celui-ci n'était pas appliqué. Cela concerne cependant le domaine des libertés publiques, et même dans ce domaine, certaines normes juridiques avaient cours : la loi du 8 juin 1934 sur la trahison de la patrie, pour arbitraire qu'elle soit en ce qu'elle institue notamment le concept de responsabilité collective, n'en « encadre » pas moins la répression politique, ou, plutôt, légalise celle-ci. Si certains affirment que la loi ne respecte pas le principe de légalité en raison du caractère flou du concept de « trahison de la patrie », d'autres ont pu faire le même reproche au concept d'« association de malfaiteurs en vue de commettre un acte terroriste » prévu depuis 1996 par le Code pénal français … Ceci conduit à souligner qu'il est difficile de déduire de l'observation de la présence d'un concept flou dans une disposition législative pénale, ou du caractère arbitraire d'une loi, le caractère « non-juridique » de l'ensemble du système. La dénégation de l'existence d'un « droit soviétique » apparaît ainsi comme relevant d'une critique politique et morale de l'injustice du système, fondée ou non sur une conception jusnaturaliste, davantage que d'une analyse juridique et positiviste des dispositions légales et réglementaires du système. Elle soulève par ailleurs des questions plus théoriques et générales, portant par exemple sur le concept même d'une « loi arbitraire »: quand bien même un tel concept serait contradictoire, on ne peut nier l'existence de telles lois que sur un plan théorique, moral et politique : au niveau empirique, hormis les tenants d'un légalisme extrême pour qui « la loi est la loi », et il faut donc lui obéir, personne ne nierait qu'il existe, ou puisse exister, de telles lois.